# Antonio Guarás
Antonio Guaras y Cunchillos de Liori (Tarazona, 1520-Ibidem, 1584), fue un mercader y diplomático español que se crio en Inglaterra y pasó buena parte de su vida en Londres a servicio de los Austrias, llegando a ostentar durante varios años (1572-1577) la representación diplomática como embajador interino de Felipe II en la corte de Isabel I. 

## Biografía
Antonio de Guaras debió de llegar a Londres hacia principios de 1533, justo cuando la reina Catalina de Aragón era repudiada por su marido el rey Enrique VIII. Debía de ser aún muy joven cuando llegó, pues años más tarde declarará que se crio en Inglaterra. El duque de Alburquerque fue su valedor y protector. 

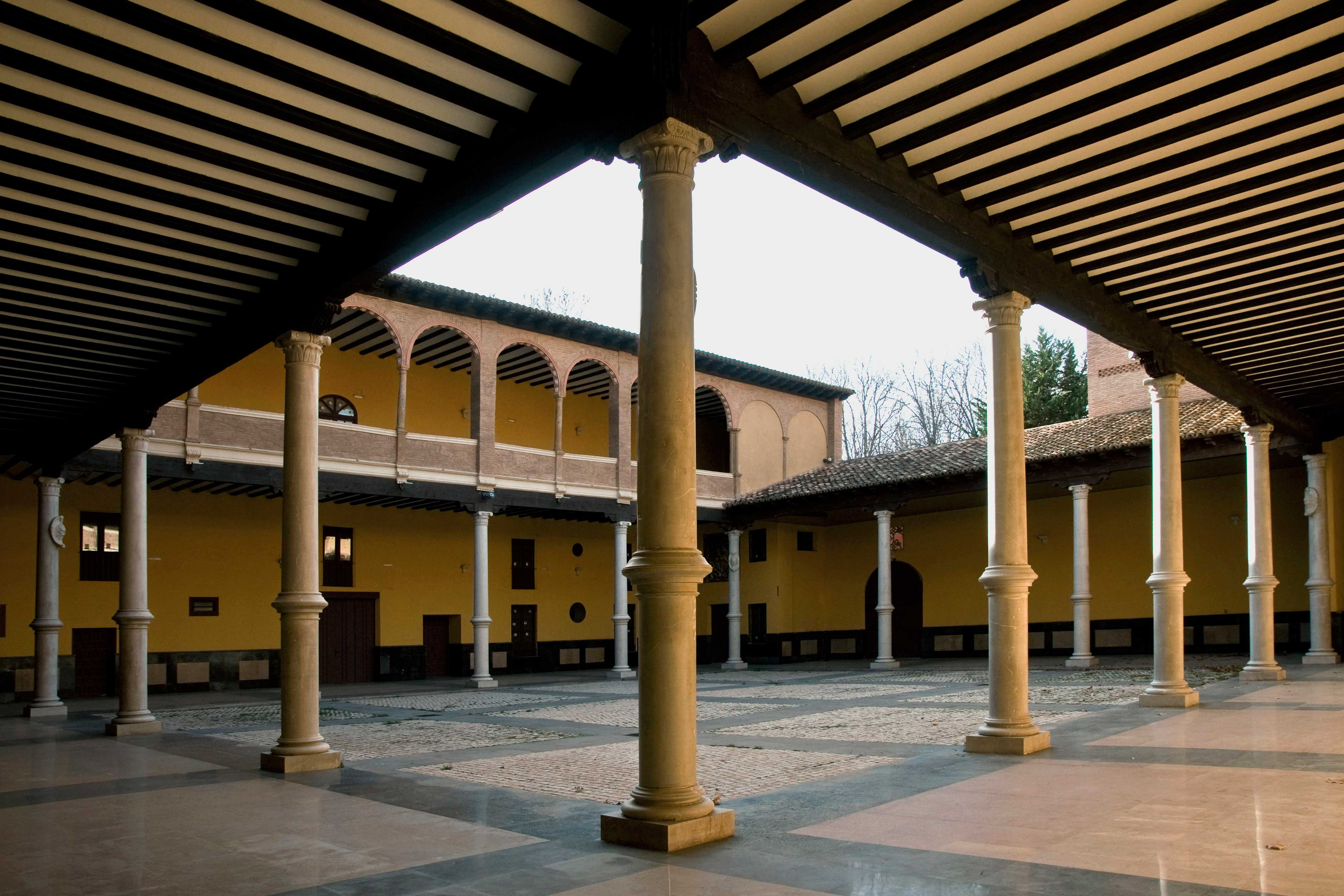
Patio del palacio de Eguarás.

Era considerado como uno de los mercaderes españoles residentes más prósperos, renombrados y respetados del momento. Parece que durante la persecución de los católicos por parte del duque de Northumberland, Guaras se refugió durante algunos años en los Países Bajos hasta la muerte de Eduardo VI.
En mayo de 1554 confió la conclusión de su matrimonio por poderes con su sobrina nieta Jerónima Pasquier. Unos años después el matrimonio fijaría su residencia en la Tarazona, promoviendo la construcción del renacentista Palacio de Eguarás, como casa familiar. Posteriormente Guaras volvería a instalarse en Londres. 
Durante el reinado de Isabel I, se convertiría en una persona influyente. Mantuvo una estrecha relación con los embajadores de Felipe II y, en los primeros años de su reinado, las relaciones hispano-inglesas se caracterizaron por una frágil pero segura alianza.
Todo cambió, sin embargo, desde la llegada como embajador en septiembre de 1568 de Guerau de Spes. Su mala relación con la Reina y sus ministros y su complicidad con los católicos partidarios de María Estuardo hicieron que el embajador fuera expulsado en enero de 1571, al descubrirse la conspiración de Ridolfi, los españoles residentes en Inglaterra fueron perseguidos y el comercio lucrativo interrumpido, por lo que Guaras pasó por momentos difíciles. 
Guaras, afectado por la persecución creciente hacia los católicos, llegó a defender la causa de la invasión de Inglaterra por parte de España. Poco a poco, se fue involucrando cada vez más en la política hasta convertirse en informador imparcial tanto del duque de Alba como del secretario real Gabriel de Zayas.  El primer ministro de la reina Isabel I, William Cecil, creyó oportuno entonces servirse de Guaras como interlocutor entre la Corte inglesa y la española durante el período en que la embajada española quedó vacante, tras la expulsión, de Guerau, y así se lo hizo saber. Desde este momento y hasta la toma de posesión, en enero de 1578, del siguiente embajador, Bernardino de Mendoza, Antonio de Guaras haría las funciones de embajador interino del rey de España en Inglaterra.  

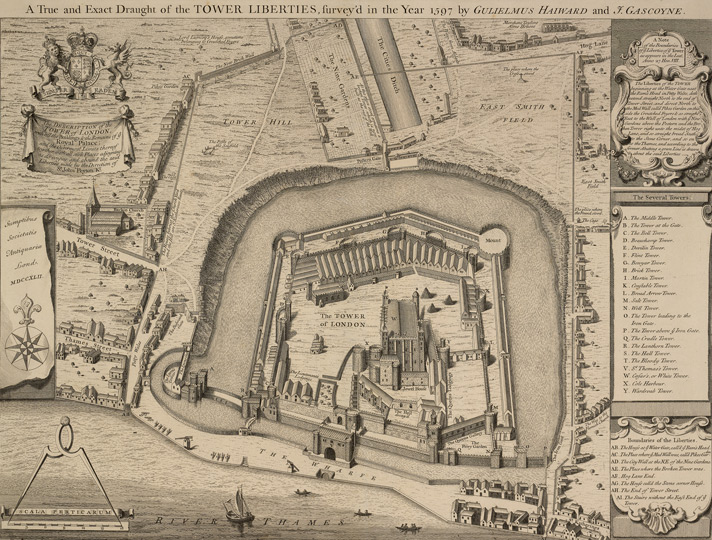
Plano de la torre de Londres en 1597.

Guaras consiguió cosas muy positivas para la Corona Española, como el restablecimiento del comercio entre Inglaterra y España mediante la convención de Nimega de marzo de 1573 y el tratado de Bristol de agosto de 1574, o el envío de un embajador por parte de Inglaterra a España en la persona de lord Henry Cobham en 1575, que propició un clima de mayor entendimiento entre las dos potencias y la mutua devolución de barcos y bienes incautados. Su labor quedará empañada, sin embargo, al final de su gestión por las implicaciones del embajador en los proyectos de Don Juan de Austria, quien pretendía invadir Inglaterra para rescatar de su cautiverio a María Estuardo, poniéndola en el trono tras desposarse con ella. La comprometida correspondencia entre el embajador, Don Juan y María Estuardo fue interceptada por los espías de William Cecil, y se comprobó que el Guaras se había convertido en conspirador contra el régimen de la reina Isabel y valedor de la causa de María Estuardo.  La noche del 19 de octubre de 1577 Guaras fue arrestado en su domicilio y enviado a la Torre de Londres, acusado de haber conspirado contra el Estado de Inglaterra. 
Por fin, después de meses de trámites diplomáticos, en los que colaboró su hermano Gombal de Guaras, en mayo de 1579 Guaras fue liberado, no sin antes pagar todas las deudas contraídas durante su ejercicio como embajador. Viejo y cansado, fue expulsado de Inglaterra tras su liberación. El 10 de agosto Felipe II escribía desde San Lorenzo de El Escorial a su embajador en Inglaterra agradeciéndole todas las actuaciones efectuadas en el particular de Antonio de Guaras y autorizándole a que, si lo estimaba oportuno, diera las gracias a la reina en su nombre. Volvió a España y probablemente falleció en su lugar de nacimiento cinco años después.
Antonio Guaras es autor del libro The Accession of Queen Mary. Martin Hume le atribuye también la redacción de la anónima Crónica del rey Enrico de Inglaterra.